# エヴリデイ・サンデー
エヴリデイ・サンデー(Everyday Sunday)とはアメリカ合衆国,オハイオ州,コロンブスにて結成されたクリスチャン・ロックバンドである。
「どこか切なくて甘酸っぱいメロディ」を、力強いギターサウンドで表現した独自のスタイルが特徴的で、2007年に発表したアルバム「Wake Up! Wake Up!」は、日本でもスマッシュヒットを記録した。
メンバーの入れ替わりが多いバンドで、結成当時からのメンバーはヴォーカルのトレイ・ピアソンだけである。

## 現在のメンバー
- Trey Pearson / トレイ・ピアソン（ヴォーカル）
- Nick Spencer / ニック・スペンサー
- Micah Kuiper / ミカ・カイパー
- Jon-Paul Kauffman / ジョン・ポール・カウフマン

## 略歴
1997年に、アメリカの東部に位置するオハイオ州,コロンブスにて、地元の小さな教会で生まれた"トレイ・ピアソン"を中心に結成された。
2001年に『Sleeper』で公式デビューを飾り、このアルバムからのシングル「Just a Story」がヒットを記録、その後も徐徐に人気を獲得していく。すると、大手インディーズレーベルの"Flicker Records"の目に止まり、契約を結ぶことになる。
そして、2002年に2ndアルバム『Stand Up』、2004年に3rdアルバム『Anthems for the Imperfect』の二枚のアルバムを同レーベルからリリース。その後、EMI傘下の大手インディーズレーベルの"Inpop Records"へ移籍し、4thアルバム『Wake Up! Wake Up!』をリリースする。
2009年3月にチリのバルパライソで、メンバーを乗せた車が絡む交通事故が発生する。その後、現地の病院に運ばれ、今はメンバー全員が完治している。6月16日には、5thアルバム『Best Night of Our Lives』をリリースした。全米アルバムチャートでは、初登場187位を記録している。
2012年に入り、6月11日に新曲「Calculate」をリリース。

## ディスコグラフィー

### アルバム
- Sleeper (2001,インディーズリリース)

- Stand Up (2002, Flicker Records)

- Anthems for the Imperfect (2004, Flicker Records)

- Wake Up! Wake Up! (2007, Inpop Records/EMIジャパン)

- Best Night of Our Lives (2009年6月16日, Inpop Records/EMIジャパン)

### ミュージック・ビデオ
- "Wait" -2nd「Stand up」に収録。
- "Lose It Again"  - 2nd「Stand up」に収録。
- "Comfort Zone"  - 3rd「Anthems for the Imperfect」に収録。
- "Gypsy Girl (What Love Is)" - 3rd「Anthems for the Imperfect」に収録。
- "Wake Up! Wake Up!" - 4th「Wake Up! Wake Up!」に収録。